# Чемпионат Европы по борьбе 1992
В 1992 году чемпионат Европы по греко-римской борьбе прошёл в Копенгагене (Дания), а чемпионат Европы по вольной борьбе — в Капошваре (Венгрия). Борцы из стран СНГ выступали на этих соревнованиях в составе Объединённой команды (ОК).

## Греко-римская борьба
| Вес       | Золото                    | Серебро                     | Бронза                      |
| --------- | ------------------------- | --------------------------- | --------------------------- |
| до 48 кг  | Ларс Рённинген (Норвегия) | Илиута Даскалеску (Румыния) | Зафар Гулиев (ОК)           |
| до 52 кг  | Альфред Тер-Мкртчян (ОК)  | Братан Ценов (Болгария)     | Ремзи Озтюрк (Турция)       |
| до 57 кг  | Рыфат Йылдыз (Германия)   | Мариан Санду (Румыния)      | Исаак Теодоридис (Греция)   |
| до 62 кг  | Сергей Мартынов (ОК)      | Хуго Диче (Швейцария)       | Енё Боди (Венгрия)          |
| до 68 кг  | Гани Ялуз (Франция)       | Аттила Репка (Венгрия)      | Валерий Никитин (Эстония)   |
| до 74 кг  | Мнацакан Искандарян (ОК)  | Ивон Ример (Франция)        | Эрхан Балчи (Турция)        |
| до 82 кг  | Томас Цандер (Германия)   | Магнус Фредрикссон (Швеция) | Горан Касум (Югославия)     |
| до 90 кг  | Майк Булльман (Германия)  | Ивайло Йорданов (Болгария)  | Тибор Комароми (Венгрия)    |
| до 100 кг | Анджей Вроньский (Польша) | Ибрагим Шовхалов (ОК)       | Андреас Штайнбах (Германия) |
| до 130 кг | Александр Карелин (ОК)    | Йоан Григораш (Румыния)     | Дьёрдь Кекеш (Венгрия)      |

## Вольная борьба
| Вес       | Золото                      | Серебро                        | Бронза                      |
| --------- | --------------------------- | ------------------------------ | --------------------------- |
| до 48 кг  | Ромика Рашован (Румыния)    | Вугар Оруджев (ОК)             | Райнер Хойгабель (Германия) |
| до 52 кг  | Иван Цонов (Болгария)       | Константин Кордуняну (Румыния) | Ахмет Орел (Турция)         |
| до 57 кг  | Багаутдин Умаханов (ОК)     | Ремзи Мусаоглу (Турция)        | Румен Павлов (Болгария)     |
| до 62 кг  | Джованни Скиллачи (Италия)  | Росен Василев (Болгария)       | Исмаил Фаикоглу (Турция)    |
| до 68 кг  | Георг Швабенланд (Германия) | Борис Будаев (ОК)              | Валентин Гецов (Болгария)   |
| до 74 кг  | Магомедсалам Гаджиев (ОК)   | Валентин Желев (Болгария)      | Кшиштоф Валенчик (Польша)   |
| до 82 кг  | Себахаттин Озтюрк (Турция)  | Ласло Дворак (Венгрия)         | Рустем Келехсаев (ОК)       |
| до 90 кг  | Махарбек Хадарцев (ОК)      | Габор Тот (Венгрия)            | Кенан Шимшек (Турция)       |
| до 100 кг | Лери Хабелов (ОК)           | Хайко Бальц (Германия)         | Али Каялы (Турция)          |
| до 130 кг | Андреас Шрёдер (Германия)   | Махмут Демир (Турция)          | Кирил Барбутов (Болгария)   |